# شان مارکت
شان مارکت (به انگلیسی: Sean Marquette) (زاده ۳۰ ژوئن ۱۹۸۸) بازیگر آمریکایی است.
از فیلم‌های معروف او می‌توان به بازی در فیلم رفتن از ۱۳ به ۳۰ و به یاد داشته باشید اشاره کرد.